# グレート・デーン
グレート・デーン（英: Great Dane）は、大型犬の一犬種。大きな体格と穏和な性格の家庭犬として知られる。
「優しい巨人」「犬の中のアポロン神」と言われ、ジャーマン・マスティフと呼ばれることもある。アイリッシュ・ウルフハウンドと並んで最も体高がある犬種であり、ギネス世界記録にも最も背が高い犬として掲載されている。原産国ドイツではジャーマン・シェパードと並ぶ国犬とされており、米ペンシルベニア州の州犬にもなっている。

## 特徴

### 外観
- 体格 - 巨大で力強い、かつ優美で高貴
- 体重 - オス:54-90kg、メス:45-68kg
- 体高 - 76-100cm
- 被毛 - 短毛、柔らかい、細い、光沢がある、体躯に密にフィットしている
- 毛色 - フォーン、ブリンドル、ブラック、ブルー、マント、ハールクイン、ただしマール(en:Merle)は不可
- 頭部 - 細く長い、明確なストップで大きめの口吻部、長方形、明瞭、表情豊か、彫りが深い
- 歯牙 - 強固、よく発達している、シザーズ・バイト
- 眼 - 中型、落ちくぼんでいる、丸く暗色、知性を表す
- 耳 - やや長めに断耳、尖った、立ち耳、あるいは断耳せず
- 尾 - 中くらいの長さ、踝まで届く
- 脚 - 前脚は完全に真っ直ぐ
- 足 - 丸く小さい
- 寿命 - 7～10年前後

グレート・デーンがショードッグとして求められる体高、体重は各ケネルクラブで異なる。しかしながら一般的には最少の体重は45-54kg、最少の体高は71-76cmとされる。ほとんどの犬種スタンダードでは本犬種の最大の体高、体重は指定されないが、大きなオスだと91kg以上になる。2004年8月には、米国のカリフォルニア州グラスバレーのGibsonという名前で体高107cmのオスのグレート・デーンが、世界で一番体高のある犬としてギネス・ブックに記載された。2010年には、アリゾナ州で飼われていた体高109.2cmで体重113㎏のGiant Georgeという名前のオスがギネスに記載された。2012年には、ミシガン州で飼われていた体高111.8cmで体重70.3kgのZeusという名前のオスがギネスに記載された。

#### 被毛
アメリカンケネルクラブでは以下の六色がグレート・デーンのスタンダードとして認められている。
- フォーン - イエローゴールドで頭部はブルー。眼と眉はブラックで、他に耳と尾の先がブラックでも可。
- ブリンドル - フォーンとブラックとの斜めの縞模様。タイガーストライプとも言われる。
- ブルー - スチール・ブルー（鉄灰色）。胸や脚先に見られるホワイトのマーキングは望ましくない。
- ブラック - 光沢のあるブラック。胸や脚先に見られるホワイトのマーキングは望ましくない。
- ハールクイン - 地色はピュア・ホワイトで、黒系の斑点が身体全体に不規則に散らばるが、首はホワイトが好まれる。黒い斑点は身体を覆い尽くすほど大きくてはならないし、逆に点のように細かくてもならない。スタンダードとして許容されてはいるが、小さいグレイの斑点や（このグレイはマールのグレイと同様）、ホワイトにブラックが透けて見えるような色で、あたかも塩胡椒や薄汚れたような印象を与えるものは望ましくない。
- マント（ボストン・テリアで有名なパターンであるため、ボストンと呼んでいる国もある） - ホワイトにブラックの毛が頬から肛門まで身体上部を覆う。顔のホワイトのぶちは任意とされ、肩部、胸部はホワイトが好まれる。脚はホワイトが混じっているか、あるいはホワイト一色、尾は先端がホワイトのブラックが好まれる。身体上部のブラックに存在するホワイトの斑点は許容されている。

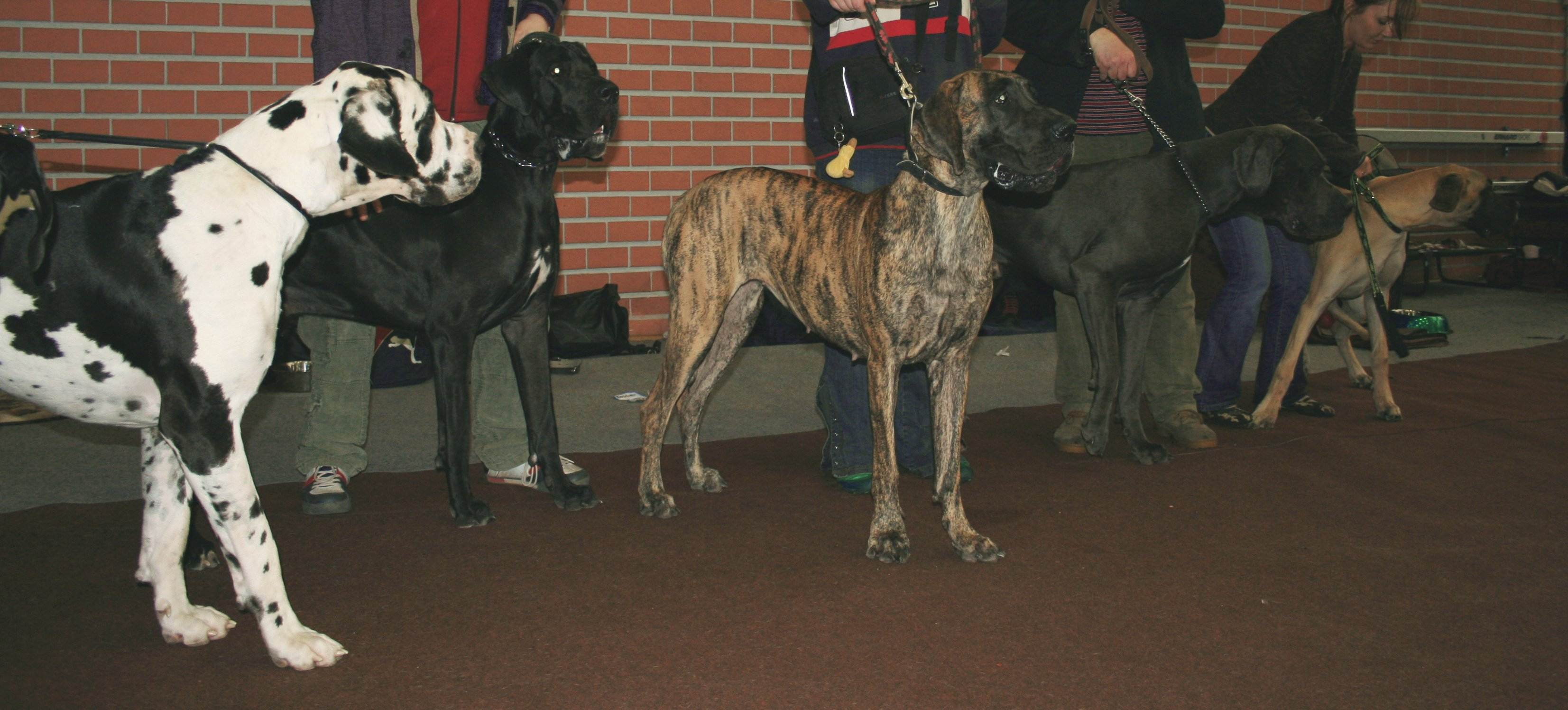
被毛のバリエーション : 左からハールクイン、ブラック、ブリンドル、ブルー、フォーン

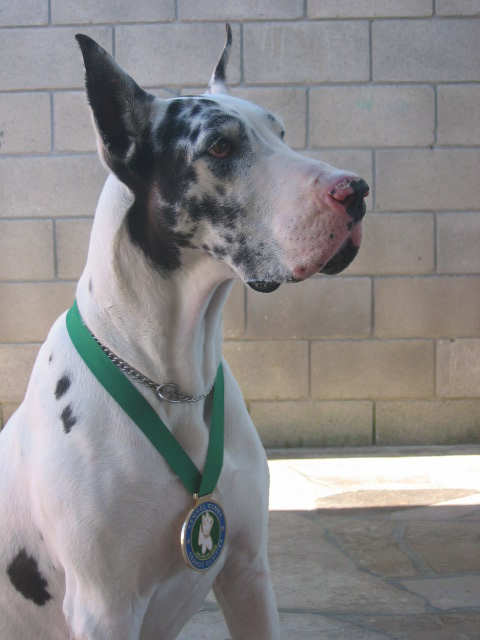
断耳され立ち耳のグレート・デン

ホワイト、フォーンクイン、マール、マールクイン、フォーンマントなど、その他の色の被毛もときおり見られるが、ドッグショーでは認められず、そのためブリーダーからは歓迎されない。スタンダード以外のこれらの色は「希少色」として売られている場合もあるため、注意が必要である。
また、「マウスグレイ」が含まれている場合は、どんな被毛であってもショーに出陳することはできない。

#### 断耳
断耳はアメリカでは一般的だが、ヨーロッパではあまり実施されていない。イギリス、デンマーク、ドイツ、オーストラリアやニュージーランドの一部の地域などでは、健康上やむを得ない場合に獣医師が行う場合を除き、断耳は禁止あるいは制限されている。
断耳は、狩猟時にオオカミやイノシシに耳を噛まれたり、引っかけられたりするのを防ぐことがそもそもの目的だったが、現在では、ショードッグとして王侯貴族のような威厳に満ちた外観を表すために断耳されている。断耳しないグレート・デーン本来の垂れた耳は上の写真で見ることができる。

### 性格
大きく堂々としていて威圧感のある外観に似合わず、性格は非常に温厚で、しばしば「Gentle Giant（優しい巨人）」とも呼ばれる。基本的には他の犬や犬以外のペット、野生動物、見知らぬ人間や子供に対しても穏やかで友好的であるが、幼少期に適切な訓練を受けていない個体は飼育者に対して支配的になったり、同じ性別の犬に対して攻撃的になったりする場合もあるので、その点には注意が必要である。
2020年3月、生後11カ月の男児が飼い犬のグレート・デーン2匹に頭部をかまれ死亡する事故が発生している。

## 健康
グレート・デーンは他の大型犬種と同様に新陳代謝が遅く、小型犬に比べ体重あたりのエネルギー消費と飼料費用が少なくすむ。また、他の大型犬種とも共通の健康上の問題がある。苦痛を伴う胃の拡張、捻れである胃捻転は、迅速に処置されないと致命的な結果をもたらす。過去に胃拡張を起こした、あるいは近親が胃拡張を起こしたことがあるグレートデーンには、胃を腹壁に縫いつける手術であるガスロペキシー（en:Gastropexy）が去勢手術と同程度の頻度で行われているくらいだが、もちろん実際に発症しない限りこの手術を行わない獣医師もいる。
皿の位置を高くして食餌させることにより、胃拡張の原因となる空気が胃に流入することを防ぐことができると信じている人もいるが、逆に危険が増加するという意見もある。食餌の前後には運動させないようにすると危険は減少するかもしれない。いずれにせよ、グレート・デーンは寿命が短い犬種であり、グレート・デーンが10年以上生きることは困難である。前述のギネス認定されていたGiant Georgeも7歳で死去しており、Zeusに至っては5歳で死去している。
本犬種に共通なその他の疾病は股関節形成不全である。通常、ブリードに使う両親のX線写真を撮り、正常な股関節を持っていることを確認し、ブリードに適しており健康な仔犬が生まれそうかどうかを判断する。
拡張性心筋症・先天性心疾患・ウォブラー症候群も珍しくない。
また、必要十分な栄養ある食餌を与えられていない場合カンジダ症を発病することもあり、カンジダ症が他の感染症の原因となる可能性もある。他に血統上の遺伝性疾患も存在し、眼や耳近辺の色がホワイトである場合それらの器官は正常に成長せず、視覚障害、聴覚障害となる可能性が高い。全身ホワイトのグレート・デーンは多くが聴覚障害である。

## 歴史
古代エジプト、古代ギリシア、古代ローマでは、現在のグレート・デーンとよく似た犬が知られていたとする見解がある。他にもグレート・デーンが、マスティフやアイリッシュ・ウルフハウンドの血統の中世のイノシシ狩猟犬から改良されたとする見解もある。また、マスティフのような犬から改良されたグレート・デーンがアラン人によってドイツにもたらされたとする意見もある。血統は400年以上続いており 、ドイツ原産のブレンバイザー(en:Bullenbeisser)が直接の先祖で、現在の血統の40%程度を占めるかも知れない。他にも絶滅したギリシャ原産のスーリオ・ドッグなどが交配されている。1800年代ドイツでは「ドイツドッチェ」と呼ばれていた。
グレート・デーンという名前の起源は、18世紀にさかのぼる。フランスのビュフォン伯ジョルジュ＝ルイ・ルクレル (en:Georges-Louis Leclerc, comte de Buffon) は、1749年から進化に関する大著「一般と個別の博物誌」の出版を始めた。彼が進化の例としてこの本に用いた大型の狩猟犬は、フランスでもドイツでもなく、デンマークで探し出した犬だった。これが最初に"le Grand Danois" - デンマークの大きな（犬）- と名付けられた犬である。その後、百科事典編纂者であったウィリアム・スメリー(en:William_Smellie)によってこの本が英訳された際に、"Great Dane"の訳語が与えられることになる。それ以来イングランドでは、この犬のことを「デンマークの犬(Danish dog)」と呼ぶようになった（"Canine Madness," 1762年 参照）。

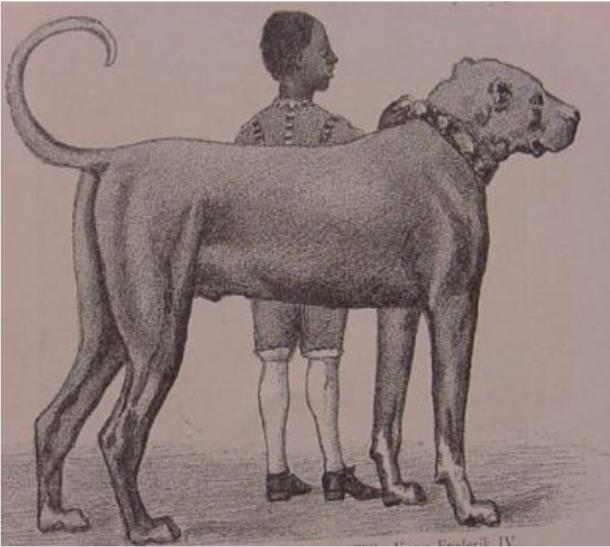
デンマーク王フレデリク4世戴冠式の絵に描かれたグレート・デーン（1699年）

デンマーク人のJacob Nicolay Wilseが1767年に発表した論文である"Fuldstændig beskrivelse af stapelstaden Fridericia – efter pålidelige underretninger og egne undersøgninger."で、デンマーク人が呼んでいた「大きな犬(large hound)」というこの犬に対する名称が20世紀まで続くことになった。
1780年にドイツではこの犬のことが「大きなデンマークの猟犬("Grosse Dänische Yagd Hund" or "Large Danish Hunting Hound")」として紹介された（Edward C. Ash著:Practical Dog Book, 1931年, "The Great Dane" 参照）。
ドイツで最初に公開されたのは1863年7月14日から20日で、そのうちの8頭が「デンマークの犬(Dänische Dogge)」、7頭が「Ulmer Doggen」と呼ばれ、この時の公開におけるFCIの記録は"Bulletin Officiel de la Société Canine de Monaco, August 1937."として正式に公表された。
第二次世界大戦中あるいはその直後に、この犬の原産国はデンマークからドイツに変更された。しかしながらFCIは原産国が変更された理由を説明できるだけの記録をすでに持っていないと思われる。

## 有名なグレート・デーン（主に架空のキャラクター）
- スクービー・ドゥー - ハンナ・バーベラ・プロダクション制作の『スクービー・ドゥー』に登場する主人公犬。イワオ・タカモトは本犬種を飼育していたハンナ・バーベラ・プロダクションの社員が描いたスケッチをもとに、スクービーを創作した。厳密には毛色はフォーン[14][15]。
- Brad Andersonによる1954年連載開始となった新聞挿絵のキャラクターのMarmaduke、元々はボクサー (犬)がモデルであった。
- ジュゼッペ・トマージ・ディ・ランペドゥーサの小説『山猫』に登場するペットのBendicò。
- Butler - 『スタートレック』に登場するカーク船長の飼い犬。毛色はフォーン。
- 『オリバー ニューヨーク子猫ものがたり』に登場するアインシュタイン
- 『101匹わんちゃん』に登場するダニー
- 南アフリカ海軍のJust Nuisance[16]。
- 『バットマン・ザ・フューチャー』に登場するエース。
- 『パトリオット』に登場するマーズ、ジュピター。
- 『スイスファミリーロビンソン』に登場する、虎を撃退したデューク、ターク。
- ディズニー版の『猛犬ご注意』に登場する、ダックスフントに育てられたブルータス。
- 『惑星「犬」(en:Good_Boy!)』に登場する陛下(Valentino)。
- 『らいむいろ戦奇譚』に登場するアンジー
- 『メタルギアソリッド3: スネークイーター』に登場する番犬
- 『銀牙 -流れ星 銀-』に登場するフォーンのベン。サルキーのクロスとの間に産まれた息子の剣や敵役として登場するハールクインの兄弟犬、法玄、玄婆は『銀牙伝説WEED』にも登場する
- 『銀牙 -流れ星 銀-』に登場するグレート。奥羽軍団小隊長で名前もグレート・デーンにちなむ
- 『甲冑の戦士雅武』に登場する隼とその息子の燕
- スティーブン・ケロッグ(en:Steven Kellogg)の本に登場するPinkerton
- 『Dead Ringer』に登場するデューク
- 『コロネーション・ストリート』の登場人物ChesneyのペットのSchmeiche
- 『恋にあこがれて in N.Y. (en:Head Over Heels)』に登場するフォーンのハムレット
- 『Scrubs』のエピソード『My Words of Wisdom』で、エリオットは昔Preciousというグレート・デーンを飼っており、ある日この犬に噛みつかれたが、安楽死させたくなかったため近所のブルドッグに噛みつかれたと嘘をついた
- J.F. Englertの小説『A Dog About Town』に登場するDaisy Mae
- 『宇宙家族ジェットソン』に登場するアストロ
- 『Two and a Half Men』に登場する、アランの飼い犬でハールクインのチェスター
- アルバニー大学(en:University at Albany, SUNY)のマスコット犬。The Big Purple Growlとして毎年2月初めに行われるバスケットボールイベントは、このマスコットの名前の争奪戦である